# Ptychadena trinodis
Ptychadena trinodis é uma espécie de anfíbio da família Ranidae.
Pode ser encontrada nos seguintes países: Camarões, República Centro-Africana, Chade, República Democrática do Congo, Costa do Marfim, Gâmbia, Gana, Guiné, Mali, Nigéria, Senegal, e possivelmente Benin, Burkina Faso, República do Congo, Guiné-Bissau, Mauritânia, Níger, Serra Leoa, Sudão e Togo.
Os seus habitats naturais são: savanas áridas, savanas húmidas, marismas intermitentes de água doce, pastagens, lagoas, canais e valas.